# アクサ・ホールディングス・ジャパン
アクサ・ホールディングス・ジャパン株式会社は、保険会社のアクサグループの日本における持株会社である。
本項では、当社の前身で、2014年10月1日に傘下のアクサ生命保険株式会社（2代、法人格は初代と同一）を吸収合併し、アクサ生命保険（3代）へ社名変更するまで存続していたアクサ ジャパン ホールディング株式会社も併せて述べる。

## 概要
2000年3月、AXAの日本法人であるアクサ生命が、日本団体生命と経営統合をするに当たり、両社の共同保険持株会社「アクサニチダン保険ホールディング株式会社」（アクサ ニチダンほけん/ホールディング）として設立され、当時日本国内における保険会社系の持株会社の第1号であった。その後、2度の社名変更を経てアクサ ジャパン ホールディングスとなり、2014年10月に子会社であったアクサ生命保険（2代）と合併され、アクサ生命保険（3代）に社名変更し、事業会社となった。
2019年4月にアクサ生命保険（3代）が単独株式移転によってアクサ・ホールディングス・ジャパンが設立されて4年半ぶりに持株会社体制に戻り、アクサ生命保険（3代）の子会社も現物配当により当社の子会社となった。本社所在地は前身のアクサ ジャパン ホールディングと同じである。

## 沿革
アクサニチダン保険ホールディング→アクサ保険ホールディング→アクサジャパンホールディング
- 2000年3月7日 - アクサ生命保険株式会社（初代、後のアクサニチダン生命保険株式会社→アクサ生命保険株式会社（2代））と日本団体生命株式会社（後のニチダン生命保険株式会社→アクサグループライフ生命保険株式会社）が共同株式移転を行い、アクサニチダン保険ホールディング株式会社設立。2社は当社の完全子会社となり、経営統合。
- 2001年3月31日 - アクサ保険ホールディング株式会社に商号変更
- 2003年1月 - アクサ収納サービスを完全子会社化
- 2004年
  - 6月30日 - アクサジャパンホールディング株式会社に商号変更
  - 12月31日 - アクサ損害保険株式会社を完全子会社化
- 2005年10月 - 傘下のアクサ生命保険株式会社（2代）が、アクサグループライフ生命保険株式会社を吸収合併
- 2006年
  - 2月1日 - 本社を港区白金へ移転（同時期に傘下の子会社も同住所へ移転しグループ内が同じ住所に）
  - 10月13日 - SBIホールディングス株式会社との合弁による生命保険会社設立に向け、SBI生保設立準備株式会社（準備会社）を設立
- 2007年6月30日 - AXAグループ入りしたウインタートウル・ライフより、ウインタートウル・スイス生命保険株式会社の全株式を取得、100%子会社化（ウインタートウル・スイス生命保険株式会社は2008年1月1日付でアクサフィナンシャル生命保険株式会社に商号変更）
- 2008年4月7日 - 準備会社から商号変更したSBIアクサ生命保険株式会社の営業開始
- 2009年10月1日 - 傘下のアクサ生命保険株式会社（2代）が、アクサフィナンシャル生命保険株式会社を吸収合併
- 2010年2月16日 - SBIアクサ生命株式会社のSBIホールディングス保有分全ての株式を譲受、SBIホールディングスとの合弁事業を解消。ほぼアクサ傘下となったSBIアクサ生命保険株式会社は、同年5月12日にネクスティア生命保険株式会社に商号変更
- 2012年7月 - ネクスティア生命保険株式会社を完全子会社化
- 2013年5月14日 - ネクスティア生命保険株式会社がアクサダイレクト生命保険株式会社に商号変更
- 2014年10月1日 - 当社がアクサ生命保険株式会社（2代）を吸収合併し、アクサ生命保険株式会社（3代）に商号変更。アクサジャパンホールディング株式会社の名称は消滅

アクサ・ホールディングス・ジャパン
- 2019年4月1日 - アクサ生命保険株式会社（3代）の単独株式移転によりアクサ・ホールディングス・ジャパン株式会社が設立され、アクサ生命保険株式会社（3代）は当社の子会社となる[1]
- 2019年4月2日 - アクア生命保険株式会社（3代）の子会社であったアクサダイレクト生命保険株式会社、アクサ損害保険株式会社、アクサ収納サービス株式会社の3社を現物配当により子会社化する[1]

## 傘下会社
- アクサ生命保険株式会社

元々は（旧）アクサ生命保険と日本団体生命だったが、2000年4月にアクサ ニチダン生命とニチダン生命に商号変更、2001年3月にアクサ生命保険とアクサ グループライフ生命保険に商号変更した。2005年10月にアクサ グループライフ生命保険を吸収合併。さらに、2009年10月には、アクサグループ傘下となったウインタートウル・スイス生命保険から2008年1月に商号変更したアクサ フィナンシャル生命保険株式会社も吸収合併。
- アクサダイレクト生命保険株式会社

日本初のインターネット専業生命保険会社。2010年5月にSBIアクサ生命保険からネクスティア生命保険、2013年5月にネクスティア生命保険から現社名へ商号変更。2010年2月に95％子会社化（5%はソフトバンクが出資）したが、2012年7月に完全子会社化。
- アクサ損害保険株式会社（アクサダイレクト）

2007年12月にAXA S.A.から株式を取得し、完全子会社化。
- アクサ収納サービス株式会社

保険料の収納業務を担当。元々は有和ビジネスサービス株式会社。2000年12月に現社名に商号変更した後、子会社化。2006年1月にはアクサ保険サービス株式会社を吸収合併している。